# 법흥 김씨
법흥 김씨(法興金氏)는 평안북도 용천군 법흥면을 본관으로 하는 한국의 성씨이다. 혹칭 김해 김씨 법흥파(金海 金氏 法興派)라 한다.

## 역사
시조 김춘(金春)은 경순왕의 후예인 김렴(金濂)의 후손이다. 김렴이 고려 때 김해군(金海君)에 봉해져 후손들이 김해(金海)를 본관으로 삼았다.
김렴의 후손 김시흥(金時興)이 묘청의 난을 진압하는데 공적을 세워 김녕군(金寧君)에 봉해지자 후손들이 그를 시조로 하고 본관을 김녕(金寧, 김해의 옛 지명)으로 하여 분적 하여 김녕 김씨로 창본하였다.
이 때 본관을 김녕으로 바꾸지 않고 김해로 유지 존속한 파가 김해 김씨 익화파(益和派), 종남파(從南派), 법흥파(法興派), 종민파(宗敏派) 등이다.
이후 김녕 김씨는 고려 말 고을명이 '김녕'(金寧)에서 '김해'(金海)로 바뀌면서 본관도 김해로 바뀌었는데, 김수로왕계열의 김해 김씨와 혼돈이 되어, 김해 김씨 (후김)(後金)이라 불리다가 조선조 말 고종의 왕명에 의해 다시 '김녕'(金寧)이라 하였다.
시조 김춘(金春)이 김해 군수로 있을 때 8촌 형 백촌(白村) 김문기(金文起)가 사육신과 함께 단종 복위를 도모하다가 실패하여 가문이 멸문지화를 당하게 되자, 황해도 풍천으로 피신하였다가 1471년(성종 2년)에 평안도 용천군 동하면 법흥동으로 옮겨 살게 되었다.
이후 후손들이 김춘(金春)을 입향 1세조로 하고 본관을 법흥(法興)으로 하여 세계를 이어오고 있다. 김춘의 묘소는 실전되고 평안북도 용천군 동상면 덕향산에 제향 하였으나, 남북이 분단되어 근황은 알 수 없다.
경순왕의 후손이기 때문에 경주김씨와 뿌리가 같으며, 김수로왕을 시조로 하는 김해 김씨와 임진왜란 때 왜군으로 참전했다가 귀화하여 사성(賜姓)을 받은 김충선계의 김해 김씨와는 뿌리가 전혀 다르다.

## 본관
법흥(法興)은 평안북도 용천군(龍川)에 있는 지명이다. 용천은 한사군(漢四郡)을 거쳐 고구려의 옛 땅이었다가 발해의 서경압록부(西京鴨綠府)에 속하였다. 고려시대에는 안흥군(安興郡)이라 하였으나 후에 용만부(龍灣府)라 하였다. 1404년(태종 4) 의주(義州)와 이언(伊彦)을 본군에 귀속시켜 용문군(龍門郡)이라고 개칭하였다가 1413년 용천(龍川)으로 고치고, 그 후 여러 차례의 변천을 거쳐 1896년 용천군(龍川郡)으로 고쳤다. 1952년 12월 북한의 행정구역 개편 때 면이 폐지되었다. 1969년 12월 용천군과 신도군이 다시 통합되었고 신도읍은 비단섬노동자구에 속하였다. 1982년 7월 신서리가 황금평리로 개칭되었다. 1988년 7월 용천군에서 비단섬노동자구, 황금평리, 서석리 일부가 분리되어 다시 신도군을 구성하였다.

## 인물
- 김덕순(金德純) : 무과에 급제, 임진왜란 때 선조를 호종한 공으로 충무위부 장군이 되었고, 정묘호란 때도 의병장으로 용골산성에서 전공을 세웠다.
- 김종민(金宗敏) : 무과에 급제, 정묘호란 때 의병장으로 용골산성을 지키고 공을 세워 절충장군·첨지중추부사 등을 지냈다.
- 김예원(金禮源)· 김여성(金汝聖)· 김여례(金汝禮)· 김여의(金汝義) 등 : 정묘호란에 용골산성에서 전공을 세우고 관직에 올랐거나 증직을 받았다.
- 김홍일(金弘壹) : 1918년 상하이로 망명, 항일전에 참가하여 일본군 34, 106사단을 궤멸시키는 군공을 세웠고, 중국 육군 중장과 광복군 참모장을 지냈다.
- 김진태(金振兌), 김봉문(金鳳文), 김창건(金昌健), 김태주(金泰周), 김태원(金泰元), 김병원(金秉元) 등 : 독립운동에 참여하였다.

## 인구
수로왕계의 김해 김씨를 선김(先金), 알지계의 김해 김씨를 후김(後金)이라 하여 구분하고 있다.
2000년 통계청이 발표한 결과에 의하면 김해 김씨 (후김)은 59,880가구, 199,544명이 있는 것으로 조사되었다.

## 같이 보기
- 김녕 김씨
- 김해 김씨 (후김)